# Nycticebus javanicus
Nycticebus javanicus är en primat i släktet tröglorier som förekommer på västra Java. Populationen listades en längre tid som underart eller synonym till "vanlig" tröglori (Nycticebus coucang) och sedan början av 2000-talet godkänns den som art.

## Utseende
Individerna blir utan svans cirka 33 cm långa, svanslängden är 1,8 till 21 cm och vikten varierar mellan 0,63 och 1,10 kg. Arten har ungefär samma utseende som vanlig tröglori. Kännetecknande är en mörkbrun ansiktsmask kring ögonen, på nosens sidor och upp mot hjässan samt en mörk längsgående strimma på ryggens mitt. Hos ungar och ungdjur som inte är könsmogna är kontrasten mellan mörka och ljusa delar av pälsen tydligare. De har dessutom längre hår än de vuxna djuren.

## Utbredning
Utbredningsområdet sträcker sig från gränsområdet av provinsen Jawa Timur till öns västra spets. Nycticebus javanicus lever i låglandet och i bergstrakter upp till 1600 meter över havet. Den vistas i ursprungliga skogar (ifall de finns kvar), i förändrade skogar och i trädodlingar. Arten behöver klätterväxter eller grenar som ligger nära varandra för att klättra. Sällan går den ner till marken för att byta träd.

## Ekologi
Denna tröglori är aktiv på natten och den klättrar främst i träd. Den äter trädens vätskor, naturgummi och blommornas nektar som kompletteras med frukter och insekter. Enligt en annan källa föredrar Nycticebus javanicus animalisk föda, förutom insekter äts mångfotingar, ödlor och ägg från vaktlar, men växtämnen utgör huvuddelen av födan.
Individerna sover i trädens eller i andra växternas förgreningar. Där kan de vara ensam eller de bildar mindre flockar med upp till 6 medlemmar. Nycticebus javanicus rullar ihop sig när den sover. Iland syns ett föräldrapar tillsammans med sin unga klättra i träd. Flocken revir är 3 till 30 hektar stort. Ofta syns sårade individer och därför antas att det förekommer strider vid revirets gräns.
Antagligen kan honor para sig varje år. Ungen diar sin mor cirka 10 månader. Könsmognaden infaller efter 14 till 16 månader.

## Status
I utbredningsområdet utförs sedan länge skogsavverkningar för att etablera jordbruksmark eller samhällen. Dessutom jagas arten för några kroppsdelars skull som används i den traditionella asiatiska medicinen och flera exemplar fångas och hölls som sällskapsdjur. Många av dessa sällskapsdjur dör på grund av att de inte får den skötsel som de behöver.
Hybrider med andra tröglorier kan förekomma hos individer som hölls i fångenskap. Dessa är olämpliga för återinföringen i naturen. IUCN uppskattar att beståndet minskade med 80 procent under 24 år före 2007 och listar arten som akut hotad (CR).